# Regola di Cope
La regola di Cope, postulata dal paleontologo americano Edward Drinker Cope, afferma che la discendenza di una popolazione tende ad aumentare di dimensioni corporee nel corso del tempo evolutivo. Sebbene la regola sia stata dimostrata in molti casi, non vale a tutti i livelli tassonomici, o in tutti i cladi. Una dimensione maggiore del corpo è associata ad una idoneità accresciuta per un certo numero di ragioni, anche se ci sono anche alcuni svantaggi sia a livello di individuo sia a livello di clade: cladi comprendenti individui più grandi sono più inclini all'estinzione, che può agire per limitare la dimensione massima degli organismi.

## Funzione

### Effetti della crescita
La selezione direzionale sembra agire sulla dimensione degli organismi, mentre esibisce un effetto molto minore su altri aspetti morfologici, sebbene sia possibile che questa percezione sia un risultato di errore del campione.
Questa pressione di selezione può essere spiegata da una serie di vantaggi, sia in termini di successo dell'accoppiamento sia di tasso di sopravvivenza.
Ad esempio, per organismi più grandi è più facile evitare o combattere i predatori e catturare prede, riprodursi, uccidere i concorrenti, sopravvivere a temporanei tempi di magra e resistere a rapidi cambiamenti climatici. 
Possono anche trarre potenzialmente beneficio da una migliore efficienza termica, da una intelligenza maggiore e da una vita più lunga.
A questi vantaggi si oppongono il fatto che gli organismi più grandi richiedono più cibo e acqua e il passaggio dalla strategia r alla strategia K. Il loro tempo di generazione più lungo significa un periodo più lungo di dipendenza dalla madre e, su scala macroevolutiva, limita la capacità del clade di evolvere rapidamente in risposta ai cambiamenti ambientali.

### Blocco della crescita
Lasciata libera, la tendenza al conseguimento di dimensioni sempre maggiori produrrebbe organismi di proporzioni gigantesche. Pertanto, alcuni fattori devono limitare questo processo. A un certo livello, è possibile che una maggiore vulnerabilità del clade all'estinzione, al diventare più grandi dei suoi membri, significhi che nessun taxon sopravvive abbastanza a lungo affinché gli individui raggiungano dimensioni enormi. Probabilmente ci sono anche dei limiti fisicamente imposti alle dimensioni di alcuni organismi: per esempio, gli insetti devono essere sufficientemente piccoli affinché l'ossigeno possa diffondere in tutte le parti del corpo, gli uccelli devono essere abbastanza leggeri per volare e la lunghezza del collo della giraffa può essere limitata dalla pressione massima che il suo cuore può generare. Infine, vi può essere un elemento competitivo: i cambiamenti nelle dimensioni sono necessariamente accompagnati da cambiamenti della nicchia ecologica. Ad esempio, i carnivori terrestri più pesanti di 21 kg quasi sempre predano organismi più grandi, non più piccoli, di loro stessi. Se tale nicchia è già occupata, la pressione competitiva può opporsi alla selezione direzionale. I tre cladi Canidae mostrano una tendenza verso dimensioni maggiori prima di estinguersi.

## Validità
Cope ha riconosciuto che cladi di mammiferi del Cenozoico sembravano nascere come individui di piccole dimensioni e che la massa corporea aumentava nel corso della storia del clade. Discutendo il caso di evoluzione dei Canidae in Nord America, Blaire Van Valkenburgh dell'UCLA e collaboratori affermano che:
(Van Valkenburgh et al., Cope's Rule, Hypercarnivory, and Extinction in North American Canids)
In alcuni casi, l'aumento della dimensione corporea può rappresentare una tendenza passiva, piuttosto che attiva. In altre parole, la dimensione massima aumenta, ma non la dimensione minima; solitamente questo è il risultato di una variazione di dimensione pseudocasuale piuttosto che un'evoluzione direzionale. Questo non ricade nella regola di Cope sensu stricto, ma è considerata da molti addetti ai lavori un esempio della "regola di Cope sensu lato". In altri casi, un aumento nella dimensione può infatti rappresentare una transizione verso una dimensione corporea ottimale e non implicare che le popolazioni di sviluppino sempre verso una dimensione maggiore.
Comunque, molti paleobiologi sono scettici sulla validità della regola di Cope, che può semplicemente costituire un artefatto statistico. Gli esempi presunti della regola di Cope spesso assumono che l'età stratigrafica dei fossili sia proporzionale al loro "livello di clade", una misura di come essi siano derivati da uno stato ancestrale; questa relazione è di fatto alquanto debole. Esempi contrari alla regola di Cope sono comuni lungo il tempo geologico: sebbene l'aumento di dimensione avvenga più frequentemente di quanto esso non avvenga, non è assolutamente universale. Ad esempio, tra i generi di molluschi del Cretaceo, un aumento della dimensione non è più comune del mantenimento o della riduzione della dimensione. In molti casi, la regola di Cope funziona solo a determinati livelli tassonomici: ad esempio, un ordine può obbedire alla regola di Cope, mentre le famiglie che lo compongono non le obbediscono.
Nonostante parecchi esempi contrari, la regola di Cope è valida in molti casi. Ad esempio, tutti i phyla marini, tranne i molluschi, mostrano un aumento di dimensione tra il Cambriano e il Permiano. Inoltre, la regola di Cope sembra rispettata anche nei cladi dove ci si attenderebbe una riduzione di dimensioni. Ad esempio, ci si aspetterebbe che la dimensione degli uccelli si riducesse nel tempo, dal momento masse maggiori richiedono una maggior spesa energetica durante il volo. Comunque, sembra che gli Uccelli seguano la regola di Cope.